# Cerastium peruvianum
Cerastium peruvianum är en nejlikväxtart som beskrevs av Reinhold Conrad Muschler och Macbride. Cerastium peruvianum ingår i släktet arvar, och familjen nejlikväxter. Inga underarter finns listade i Catalogue of Life.